# CONCACAF Gold Cup 2011
|  | Denne artikel eller sektion om sport er forældet eller ikke opdateret. Se artiklens diskussionsside eller historik. |

2011 CONCACAF Gold Cup er den 11. udgave af CONCACAF Gold Cup-turneringen og det 20. regionale mesterkskab under CONCACAF i alt. USA er værtsnation, og finalen vil blive spiller på Rose Bowl i Pasadena i California den 25. juni 2011.
Vinderen vil kvalificere sig til Confederations Cup 2013 i Brasilien som repræsentant for CONCACAF.

## Gruppespil
| Farve oversigt til tabellerne | Farve oversigt til tabellerne                                                          |
| ----------------------------- | -------------------------------------------------------------------------------------- |
|                               | hold som går videre til Kvartfinalerne - Gruppe vinder - Gruppe nr. 2 - Bedst to treer |

### Gruppe A
| Hold        | K | V | U | T | MF | MI | GD  | Pts |
| ----------- | - | - | - | - | -- | -- | --- | --- |
| Mexico      | 3 | 3 | 0 | 0 | 14 | 1  | +13 | 9   |
| Costa Rica  | 3 | 1 | 1 | 1 | 7  | 5  | +2  | 4   |
| El Salvador | 3 | 1 | 1 | 1 | 7  | 7  | 0   | 4   |
| Cuba        | 3 | 0 | 0 | 3 | 1  | 16 | −15 | 0   |

| 5. juni 2011 18:00 (17:00 UTC−5) |

| Costa Rica                                            | 5 – 0   | Cuba |
| ----------------------------------------------------- | ------- | ---- |
| Ureña 7', 46' · Saborío 41' · Mora 47' · Campbell 71' | rapport |      |

| Cowboys Stadium, Arlington Tilskuere: 80,108 Dommer: Roberto Moreno (Panama) |

| 5. juni 2011 20:00 (19:00 UTC−5) |

| Mexico                                                           | 5 – 0   | El Salvador |
| ---------------------------------------------------------------- | ------- | ----------- |
| Juárez 55' · de Nigris 58' · J. Hernández 60', 67', 90+5' (str.) | rapport |             |

| Cowboys Stadium, Arlington Tilskuere: 80,108 Dommer: Enrico Wijngaarde (Suriname) |

| 9. juni 2011 19:00 (19:00 UTC−4) |

| Costa Rica   | 1 – 1   | El Salvador  |
| ------------ | ------- | ------------ |
| Brenes 90+5' | rapport | Zelaya 45' · |

| Bank of America Stadium, Charlotte Tilskuere: 46,012 Dommer: Jair Marrufo (United States) |

| 9. juni 2011 21:00 (21:00 UTC−4) |

| Cuba | 0 – 5   | Mexico                                                        |
| ---- | ------- | ------------------------------------------------------------- |
|      | rapport | J. Hernández 35', 76' · dos Santos 63', 68' · de Nigris 65' · |

| Bank of America Stadium, Charlotte Tilskuere: 46,012 Dommer: Courtney Campbell (Jamaica) |

| 12. juni 2011 18:00 (17:00 UTC−5) |

| El Salvador                                                                 | 6 – 1   | Cuba          |
| --------------------------------------------------------------------------- | ------- | ------------- |
| Zelaya 13', 71' · Romero 29' · Blanco 69' · Alvarez 84' · Quintanilla 90+4' | rapport | Márquez 83' · |

| Soldier Field, Chicago Tilskuere: 62,000 Dommer: Neal Brizan (Trinidad and Tobago) |

| 12. juni 2011 20:00 (19:00 UTC−5) |

| Mexico                                        | 4 – 1   | Costa Rica  |
| --------------------------------------------- | ------- | ----------- |
| Márquez 17' · Guardado 19', 26' · Barrera 38' | rapport | Ureña 69' · |

| Soldier Field, Chicago Tilskuere: 62,000 Dommer: Roberto Moreno (Panama) |

### Gruppe B
| Hold      | K | V | U | T | MF | MI | GD  | Pts |
| --------- | - | - | - | - | -- | -- | --- | --- |
| Jamaica   | 3 | 3 | 0 | 0 | 7  | 0  | +7  | 9   |
| Honduras  | 3 | 1 | 1 | 1 | 7  | 2  | +5  | 4   |
| Guatemala | 3 | 1 | 1 | 1 | 4  | 2  | +2  | 4   |
| Grenada   | 3 | 0 | 0 | 3 | 1  | 15 | −14 | 0   |

| 6. juni 2011 21:00 (18:00 UTC−7) |

| Jamaica                                                 | 4 – 0   | Grenada |
| ------------------------------------------------------- | ------- | ------- |
| Shelton 21' · Johnson 39' · Phillips 79' · O. Daley 84' | rapport |         |

| The Home Depot Center, Carson Tilskuere: 21,507 Dommer: Baldomero Toledo (United States) |

| 6. juni 2011 23:00 (20:00 UTC−7) |

| Honduras | 0 – 0   | Guatemala |
| -------- | ------- | --------- |
|          | rapport |           |

| The Home Depot Center, Carson Tilskuere: 21,507 Dommer: Francisco Chacón (Mexico) |

| juni 10, 2011 19:00 (19:00 UTC−4) |

| Jamaica           | 2 – 0   | Guatemala |
| ----------------- | ------- | --------- |
| Phillips 66', 76' | rapport |           |

| FIU stadion, Miami Tilskuere: 18,057 Dommer: Wálter Quesada (Costa Rica) |

| 10. juni 2011 21:00 (21:00 UTC−4) |

| Grenada    | 1 – 7   | Honduras                                                                   |
| ---------- | ------- | -------------------------------------------------------------------------- |
| Murray 20' | rapport | Bengtson 26', 37' · Costly 28', 67', 71' · W. Martínez 88' · Mejía 90+3' · |

| FIU stadion, Miami Tilskuere: 18,057 Dommer: Dave Gantar (Canada) |

| 13. juni 2011 19:00 (19:00 UTC−4) |

| Guatemala                                            | 4 – 0   | Grenada |
| ---------------------------------------------------- | ------- | ------- |
| del Aguila 16' · Pappa 22' · Ruiz 54' · Gallardo 59' | rapport |         |

| Red Bull Arena, Harrison Tilskuere: 25,000 Dommer: Baldomero Toledo (United States) |

| 13. juni 2011 21:00 (21:00 UTC−4) |

| Honduras | 0 – 1   | Jamaica       |
| -------- | ------- | ------------- |
|          | rapport | Johnson 36' · |

| Red Bull Arena, Harrison Tilskuere: 25,000 Dommer: Joel Aguilar (El Salvador) |

### Group C
| Hold       | K | V | U | T | MF | MI | GD | Pts |
| ---------- | - | - | - | - | -- | -- | -- | --- |
| Panama     | 3 | 2 | 1 | 0 | 6  | 4  | +2 | 7   |
| USA        | 3 | 2 | 0 | 1 | 4  | 2  | +2 | 6   |
| Canada     | 3 | 1 | 1 | 1 | 2  | 3  | −1 | 4   |
| Guadeloupe | 3 | 0 | 0 | 3 | 2  | 5  | −3 | 0   |

| 7. juni 2011 18:00 (18:00 UTC−4) |

| Panama                                    | 3 – 2   | Guadeloupe        |
| ----------------------------------------- | ------- | ----------------- |
| Pérez 29' · Tejada 31' · Gómez 57' (str.) | rapport | Jovial 65', 78' · |

| Ford Field, Detroit Tilskuere: 28,209 Dommer: Marlon Mejia (El Salvador) |

| 7. juni 2011 20:00 (20:00 UTC−4) |

| USA                        | 2 – 0   | Canada |
| -------------------------- | ------- | ------ |
| Altidore 15' · Dempsey 62' | rapport |        |

| Ford Field, Detroit Tilskuere: 28,209 Dommer: Walter López (Guatemala) |

| 11. juni 2011 18:00 (18:00 UTC−4) |

| Canada                | 1 – 0   | Guadeloupe |
| --------------------- | ------- | ---------- |
| De Rosario 51' (str.) | rapport |            |

| Raymond James Stadium, Tampa Tilskuere: 27,731 Dommer: Trevor Taylor (Barbados) |

| 11. juni 2011 20:00 (20:00 UTC−4) |

| USA         | 1 – 2   | Panama                                 |
| ----------- | ------- | -------------------------------------- |
| Goodson 66' | rapport | Goodson 19' (sm.) · Gómez 36' (str.) · |

| Raymond James Stadium, Tampa Tilskuere: 27,731 Dommer: Marco Rodríguez (Mexico) |

| 14. juni 2011 19:00 (18:00 UTC−5) |

| Canada                | 1 – 1   | Panama         |
| --------------------- | ------- | -------------- |
| De Rosario 62' (str.) | rapport | Tejada 90+1' · |

| Livestrong Sporting Park, Kansas City Tilskuere: 20,109 Dommer: Walter López (Guatemala) |

| 14. juni 2011 21:00 (20:00 UTC−5) |

| Guadeloupe | 0 – 1   | USA           |
| ---------- | ------- | ------------- |
|            | rapport | Altidore 9' · |

| Livestrong Sporting Park, Kansas City Tilskuere: 20,109 Dommer: Jeffrey Solís (Costa Rica) |

### Ranking of third-placed holds
De to bedste treer går videre til kvartfinalerne.
| Group | hold        | Pld | W | D | L | GF | GA | GD | Pts |
| ----- | ----------- | --- | - | - | - | -- | -- | -- | --- |
| B     | Guatemala   | 3   | 1 | 1 | 1 | 4  | 2  | +2 | 4   |
| A     | El Salvador | 3   | 1 | 1 | 1 | 7  | 7  | 0  | 4   |
| C     | Canada      | 3   | 1 | 1 | 1 | 2  | 3  | −1 | 4   |